# Beckie Scott
Beckie Scott (n. 1 august 1974, Vegreville⁠(d), Alberta, Canada) este o schioară de fond ce a reprezentat Canada, medaliată olimpică. A participat la 3 ediții ale Jocurilor Olimpice (1998, 2002, 2006) în care a câștigat o medalie de aur și o medalie de argint.